# کوروش یکم

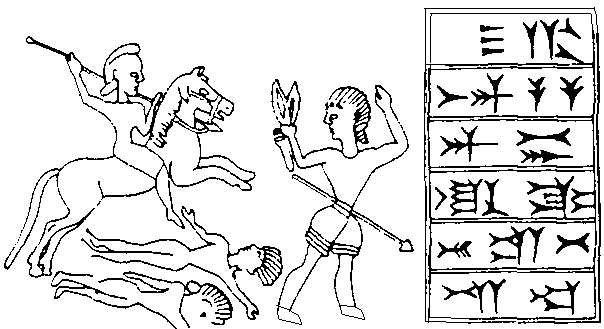
مُهر کوروش یکم

کوروش یکم (به پارسی باستان: 𐎤𐎢𐎽𐎢𐏁؛ نویسه‌گردانی: Kuruš؛ زبان یونانی باستان: Κῦρος؛ نویسه‌گردانی: Kûros؛ دوران پادشاهی از ۶۰۰ تا ۵۸۰ پیش از میلاد یا ۶۵۲ تا ۶۰۰ پیش از میلاد) فرزند چیش‌پیش شاه انشان بود. منابع تاریخ آغازین شاه هخامنشی به این ترتیب است: هرودوت ادعا می‌کند که کوروش بزرگ، پسر کمبوجیه و نوه کوروش باشد. کوروش بزرگ خودش ادعا می‌کند که او «پسر کمبوجیه، شاه بزرگ، نوه کوروش، شاه بزرگ، شاه انشان، نتیجه چیش‌پیش، شاه بزرگ، شاه انشان» است. از سنگ نگارهٔ داریوش بزرگ می‌دانیم که چیش‌پیش، شاه هخامنشی، پسر هخامنش و پدر دو شاه بعدتر بود: کوروش یکم و آریارمنه (پدر پدربزرگ داریوش یکم).
نیازی نیست که فرض کنیم آریارمنه هم‌عصر کوروش اول بوده‌است. وی زمانی که چیش‌پیش در سن ۵۹ سالگی بوده به دنیا آمده‌است (در ۶۴۰ پ. م) که تولد آرشام در ۶۱۰ پ. م، ویشتاسپ در ۵۸۰ پ. م و داریوش در ۵۵۰ پ. م رخ داده‌است. این آخرین تاریخ به راستی توسط گزارش حمله کوروش بزرگ به ماساگت‌ها در ۵۳۰ پ. م تأیید شده‌است. در آن زمان داریوش نزدیک ۲۰ سال داشت. گذشته از این، می‌توان از کتیبه میخی منشور آشوربانیپال برای تأیید این تاریخ بهره گرفت. شاه آشوری ادعا می‌کند که بسیاری از شاهزادگان از «سرزمین‌های دور» پیروزی‌هایش را شنیدند و تصمیم گرفتند تا سروری اش را بر خود بپذیرند. یکی از آن‌ها کوروش، شاه (سرزمین) پَرسومَش بود که پسرش اَروکو را با خراج، به نینوا فرستاد. از آنجا که انشان، استان ایلامی، واقع در دشت بیضا در فارس بود، به نظر می‌رسد که کوروش یکم شاهزادهٔ پارسی بوده که بر برخی محله‌ها شامل انشان حکمرانی می‌کرد. تاریخ او ممکن است بین ۶۵۰ تا ۶۱۰ پ. م باشد. در نهایت، تعداد کمی مهر مکتوب از لوح‌های استحکامات تخت جمشید یافت شده که نشاندهنده صحنه‌های شکار و نبرد به همراه کتیبه‌های ایلامی است: «کوروش انشانی، پسر چیش‌پیش». دلیلی ندارد که شک کنیم که آن‌ها یادگار کوروش یکم، شاه انشان باشند.